# Me da su teléfono?
Me da su teléfono? es un álbum en vivo del bromista telefónico argentino Dr. Tangalanga. (Y el trigésimo de su carrera.)
Fue grabado en los shows en vivo que realizó el "Dr." en ese mismo año en los clubes "La Trastienda" y "The Cavern", ambos de la ciudad de Buenos Aires, posteriormente fue editado en los estudios de DBN en esa misma ciudad. El álbum fue editado en CD y desde su lanzamiento hasta la fecha ha vendido alrededor de 7000 copias.

## Lista de llamados
| N.º | Llamado                            |                | Duración |
| --- | ---------------------------------- | -------------- | -------- |
| 1.  | "El Charro y Los Mariachis"        |                | 4:13     |
| 2.  | "La Poetisa"                       |                | 5:03     |
| 3.  | "Don Jorge y su hijo 1.ª parte"    |                | 3:39     |
| 4.  | "Don Jorge y su hijo 2.ª parte"    |                | 1:50     |
| 5.  | "Supermercado Confuso"             |                | 1:26     |
| 6.  | "Tilín, Tilín"                     |                | 2:21     |
| 7.  | "Peluquería Ecrisma"               |                | 6:26     |
| 8.  | "Cantante Histérico"               | Roberto Fasano | 9:46     |
| 9.  | "Vendedor Mayorista de Pullóveres" | Roberto Fasano | 5:19     |
| 10. | "La Modista de los Artistas"       | Roberto Fasano | 5:51     |
| 11. | "El nene y el ascensor 1.ª parte"  | Roberto Fasano | 5:24     |
| 12. | "El nene y el ascensor 2.ª parte"  | Roberto Fasano | 1:33     |
| 13. | "Plomero Luigi no entiende"        | Roberto Fasano | 8:08     |
| 14. | "Travesti muy dotado"              | Roberto Fasano | 2:31     |
| 15. | "El Africano"                      | Roberto Fasano | 4:42     |
| 16. | "La escollera de Mar del Plata"    | Roberto Fasano | 7:39     |
| 17. | "Limpieza Única"                   | Roberto Fasano | 4:54     |

## Podios de álbumes
| Podios (2003) |                       |
| País          | Max. Posición         |
| Argentina     | #54 (4 semanas)(3600) |
| Chile         | #81 (2 semanas)(1700) |
| Uruguay       | #72 (2 semanas)(1700) |

## Podios de sencillos
| Sencillo                    | Bandera de Argentina                   | Bandera de Chile                   | Bandera de Uruguay                   |
| Sencillo                    | Podio de Sencillos de Argentina (2003) | Podio de Sencillos de Chile (2003) | Podio de Sencillos de Uruguay (2003) |
| --------------------------- | -------------------------------------- | ---------------------------------- | ------------------------------------ |
| "El Charro y Los Mariachis" | #73 (2 semanas)                        | -                                  | -                                    |
| "Peluquería Ecrisma"        | #67 (3 semanas)                        | -                                  | #86 (1 semana)                       |
| "Cantante Histérico"        | #55 (3 semanas)                        | #76 (1 semana)                     | -                                    |
| "Plomero Luigi no entiende" | #89 (1 semana)                         | -                                  | -                                    |

- Datos: Q6008042